# Märta Améen

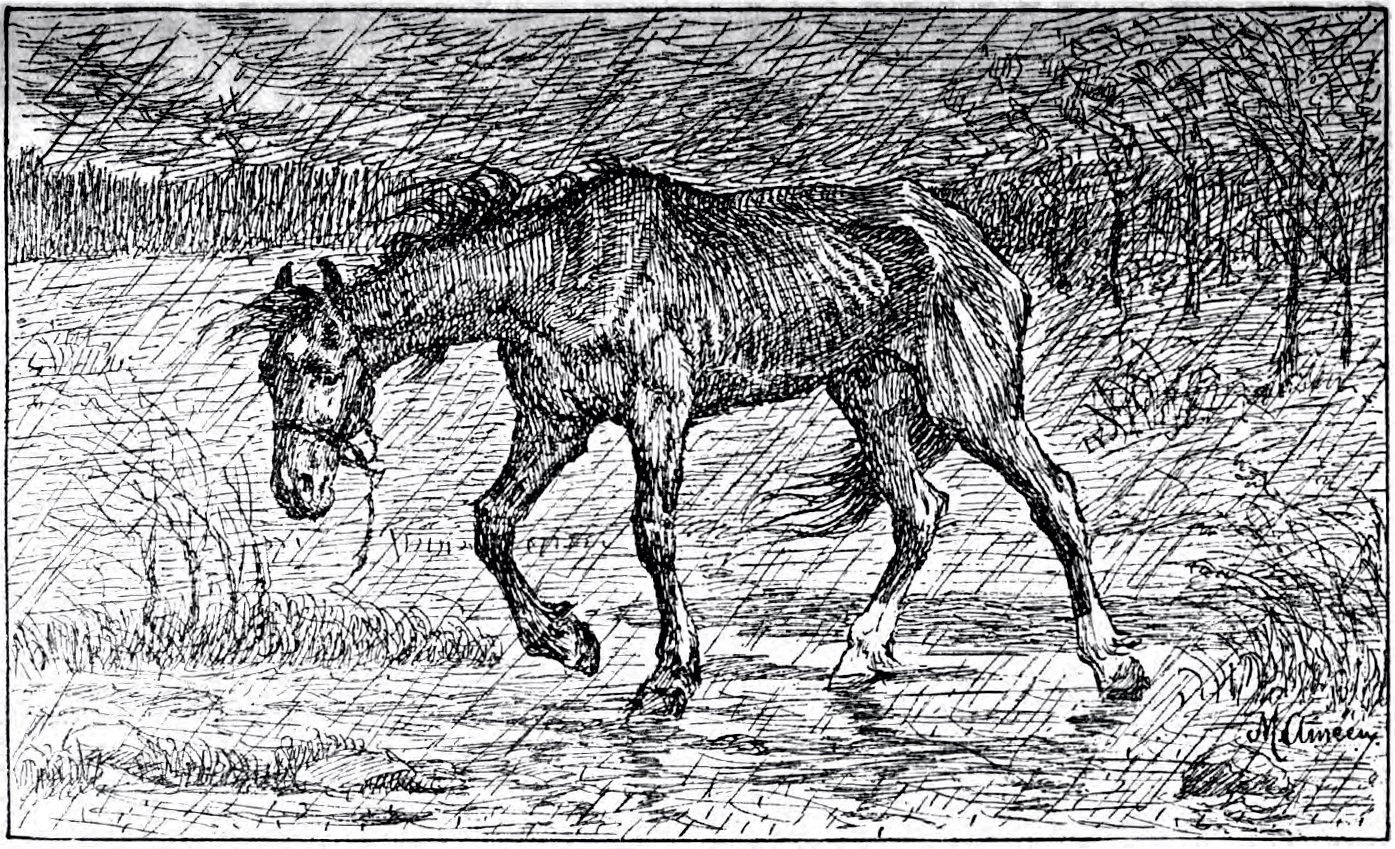
Den gamla hästen
Illustration i Nils Holgerssons underbara resa genom Sverige

Märta Augusta Karolina Emma Axelsdotter Améen, född Sparre 28 februari 1871 i Wien, död 25 juni 1940 på Barksäter i Östra Vingåkers socken, var en svensk målare och skulptör. 
Améen var dotter till konstnärerna Axel Sparre och Emma Sparre samt gift från 1893 med generalmajoren John Améen. Hon studerade måleri i Paris och ställde ut ett par hundstudier i Stockholm. Hon väckte störst uppmärksamhet som skulptör, bland annat med hästgrupper i litet format som hon ställde ut i såväl Stockholm som Paris. Améen finns representerad vid bland annat Nationalmuseum i Stockholm.